# Radu Marian
Radu Marian (1977) es un soprano masculino o sopranista nacido en Moldavia. Posee una voz de soprano pura en el rango de Do4 a Do6, y es considerado un cantante de relevancia en el ámbito de la música barroca. Su repertorio incorpora cantatas escritas para sopranos de compositores como Händel, Bononcini, Carissimi y Frescobaldi, y el repertorio de los antiguos castrati. Ha sido llamado "el ruiseñor barroco" por el diario italiano Corriere della Sera.
Marian es un "castrato endocrinológico", o "castrato natural". Un castrato natural es un cantante masculino que nunca pasó por la pubertad y puede cantar con su voz intacta de la infancia.

## Vida y carrera
Nacido en 1977 en lo que en ese momento era la República Socialista Soviética de Moldavia, en una familia de artistas. Su talento fue reconocido públicamente por primera vez en 1989 en Festival Internacional de Creación en Moscú, donde ganó el premio laureado. En 1990, a los 13 años, ganó el primer premio del Festival Internacional de Talentos Extraordinarios, realizado en la ciudad Chisináu de su natal Moldavia. Luego florecería su carrera de concierto y continuaría sus estudios de canto y piano en Moscú y Bucarest.
Se asentaría en Italia en 1999, donde estudiaría en Roma con el director y compositor Flavio Colusso, y con este interpretaría óperas no abreviadas de Giacomo Carissimi por todo Europa. En 2000 grabaría su primer álbum, Alia vox. Actualmente Marian es un invitado regular en algunos de los más prestigiosos festivales de música europeos. Ha cantado en el Festival de los Dos Mundos en Spoleto, el Festival de Aviñón, y el Festival de Jazz de Vilnius, como también en el  Musikverein y el Konzerthaus de Vienna, el Concertgebouw de Ámsterdam, el Teatro Maestranz de Sevilla, el Oratorio del Gonfalone de Rome, el Teatro del Hermitage de San Petersburgo, y el Teatro "Galina Vishnevskaya" de Moscú. Además ha actuado como solista en el Clemencic Consort desde 2001. Entre los compositores contemporáneos que le han dedicado obras se cuentan Flavio Colusso, Sergio Rendine, Carlo Crivelli y René Clemencic.